# 何度も恋をする
何度も恋をするは、Scoobie Doのスタジオ・アルバムである。
2010年7月にリリースされたアルバム。通称「どもこい」。

## 収録曲
1. 太陽と女の子
2. きれいなお姉さん
3. ロールオーバー14歳
4. バンドワゴン・ア・ゴーゴー
5. 秘密の果実
6. セツナ
7. 恋をした男子
8. ブランニュー俺
9. 恋のウイルス
10. ガールフレンド
11. イキガイ

全作詞・曲／マツキ タイジロウ
全編曲、プロデュース/Scoobie Do

## スタッフ
- 中村宗一郎 : エンジニア

## 先着特典CD

### BOOGIE SIDE OF SCOOBIE DO E.P.
1. 真夜中のダンスホール -ミラーボールVer.
2. セツナ -シャワールームMix
3. 真夜中のダンスホール -ミラーボールVer.（カラオケ）
4. セツナ -シャワールームMix（カラオケ）

disc union購入特典

### ども恋カラオケ+1
1. 『何度も恋をする』全曲（カラオケ）
2. 真夜中のダンスホール -ミラーボールVer.

タワーレコード購入特典